# Chilotomina bergeali
Chilotomina bergeali là một loài bọ cánh cứng trong họ Chrysomelidae. Loài này được Warchalowski miêu tả khoa học năm 2000.